# Lo Cròs (Erau)
Lo Cròs (en francès Le Cros) és un municipi occità del Llenguadoc situat al departament de l'Erau, a la regió d'Occitània.

## Toponímia
Cros és l'occità cros procedent del baix llatí CROSUM i del llatí SCROBS 'buit, cavitat', que pren el sentit oronímic de 'terra baixa voltada de turons, valleta'.

## Patrimoni cultural
- Creu dels Sotchs, creu de camí del s. XVII catalogada (classé) com a monument històric.